# Hiroaki Miura
Hiroaki Miura (三浦祥朗?, Miura Hiroaki; Prefettura di Nagano, 24 marzo 1977) è un doppiatore giapponese. Lavora per Aoni Production, la sua carriera nel doppiaggio è cominciata nel 1998.

## Doppiaggio

### Anime
- Beet the Vandel Buster (Thread)
- Bobobo-bo Bo-bobo (Bobopatch, Hanpen, Kanransha, Radioman)
- Comic Party (Coach)
- Dokkoider (Matagu Shido)
- Dragon Ball Kai (Zarbon)
- E'S (Chris, Rikuo)
- Gin-iro no Olynssis (Yousuke)
- Hatara Kizzu Maihamu Gumi (Mansuke, Fukuda)
- Hataraki Man (Segretario Sakamoto)
- Kado: The Right Answer (Kōjirō Shindō)
- Kamisama Kazoku (Shinichi Kirishima)
- Katanagatari (Mitsubachi Maniwa)
- Kiddy Grade (Chevalier)
- Kin'iro no Corda
- Nodame Cantabile (Roman)
- Oban Star-Racers (Principe Aikka)
- One Piece (Absalom)
- Please Teacher! (Matagu Shido)
- Onegai Twins (Matagu Shido)
- Sister Princess (fratello maggiore)
- Weiß kreuz (vari ruoli)
- Xenosaga: The Animation (Tony)
- Yu-Gi-Oh!
- Dragon Ball Super (Ganos)

### OAV
- Dai Yamato Zero-go (X-3)
- Please Teacher! (Matagu Shido)
- Onegai Twins (Matagu Shido)
- I Cavalieri dello zodiaco - Hades (Cristal il Cigno)

### Film d'animazione
- Kiddy Grade -Truth Dawn- (Chevalier)
- Mobile Suit Gundam (ragazzo E)

### Videogiochi
- Battle Fantasia (Ashley Loveless)
- Dragon Ball: Raging Blast (Zarbon)
- Dragon Ball Z: Tenkaichi Tag Team (Zarbon)
- Dragon Ball: Raging Blast 2 (Zarbon)
- Dragon Ball Z: Ultimate Tenkaichi (Zarbon)
- Dragon Ball Xenoverse 2 (Zarbon)
- Dragon Ball Legends (Zarbon)
- Dragon Ball Z: Kakarot (Zarbon)
- Dragon Ball: Sparking! Zero (Zarbon)
- Dynasty Warriors 3 (Gan Ning)
- Dynasty Warriors 4 (Gan Ning)
- Dynasty Warriors 5 (Gan Ning)
- Dynasty Warriors 6 (Gan Ning)
- Dynasty Warriors: Strikeforce (Gan Ning)
- Dynasty Warriors 7 (Gan Ning, Guan Suo)
- Dynasty Warriors 8 (Guan Suo, Gan Ning)
- Dynasty Warriors 9 (Guan Suo, Gan Ning)
- Dynasty Warriors: Origins (Gan Ning)
- Eikoku Tantei Mysteria (Kenichirō Akechi)
- God Eater 3 (voce Avatar maschile)
- I Cavalieri dello zodiaco - Hades (Cristal il Cigno)
- I Cavalieri dello zodiaco - Cronache di guerra (Cristal il Cigno)
- Ikemen Sengoku (Uesugi Kenshin)
- JoJo's Bizarre Adventure: Vento Aureo (Fugo Pannacotta)
- JoJo's Bizarre Adventure: Phantom Blood (Straitso)
- JoJo's Bizarre Adventure: All Star Battle (Joshu Higashikata)
- JoJo's Bizarre Adventure: Eyes of Heaven (Joshu Higashikata)
- JoJo's Bizarre Adventure: All Star Battle R (Joshu Higashikata)
- Kessen (Kojuro Katakura)
- Mega Man Zero 3 (Blazin' Flizard)
- Mega Man ZX (Blazin' Flizard)
- Rune Factory: Frontier (Erik, Brodik)
- Saint Seiya: Brave Soldiers (Cristal il Cigno)
- Saint Seiya: Soldiers' Soul (Cristal il Cigno)
- Saint Seiya: Rising Cosmo (Cristal il Cigno)
- Shin Megami Tensei: Digital Devil Saga (Cielo)
- Shin Megami Tensei: Digital Devil Saga 2 (Cielo)
- Shining Tears (Pios)
- Summon Night 3 (Yard)
- Tales of Fandom Vol.1 (Arusa Littleton)
- Tales of the Rays (Marcus Grimm)
- The Legend of Heroes: Trails in the Sky (Alan Richard)
- The Legend of Heroes: Trails in the Sky SC (Blueblanc)
- The Legend of Heroes: Trails in the Sky the 3rd (Alan Richard, Blueblanc)
- The Legend of Heroes: Trails of Cold Steel II (Blueblanc)
- The Legend of Heroes: Akatsuki no Kiseki (Alan Richard, Blueblanc)
- The Legend of Heroes: Trails of Cold Steel IV (Blueblanc)
- Time Crisis 4 (Evan Bernard, Giorgio Bruno)
- Time Crisis 5 (Wild Fang)
- Warriors Orochi (Gan Ning)
- Warriors Orochi 2 (Gan Ning)
- Warriors Orochi 3 (Guan Suo, Gan Ning)
- Warriors Orochi 4 (Guan Suo, Gan Ning)
- Yggdra Union: We'll Never Fight Alone (Gulcasa)